# U-216
| U-216                      | U-216                                                            | U-216                                                            |
| -------------------------- | ---------------------------------------------------------------- | ---------------------------------------------------------------- |
|                            |                                                                  |                                                                  |
|                            |                                                                  |                                                                  |
|                            |                                                                  |                                                                  |
| Під прапором               | Третій рейх                                                      | Третій рейх                                                      |
| Спуск на воду              | 23 жовтня 1941 року                                              | 23 жовтня 1941 року                                              |
| Виведений зі складу флоту  | 20 жовтня 1942 року                                              | 20 жовтня 1942 року                                              |
| Сучасний статус            | затоплений                                                       | затоплений                                                       |
| Проєкт                     |                                                                  |                                                                  |
| Тип ПЧ                     | Підводний мінний загороджувач                                    | Підводний мінний загороджувач                                    |
| Основні характеристики     |                                                                  |                                                                  |
| Швидкість (надводна)       | 16,7 вузла                                                       | 16,7 вузла                                                       |
| Швидкість (підводна)       | 7,3 вузла                                                        | 7,3 вузла                                                        |
| Робоча глибина занурення   | 100                                                              | 100                                                              |
| Гранична глибина занурення | 200 м                                                            | 200 м                                                            |
| Екіпаж                     | 46 осіб                                                          | 46 осіб                                                          |
| Розміри                    |                                                                  |                                                                  |
| Довжина найбільша (по КВЛ) | 76,9 м                                                           | 76,9 м                                                           |
| Ширина корпусу найб.       | 6,4 м                                                            | 6,4 м                                                            |
| Висота                     | 9,7 м                                                            | 9,7 м                                                            |
| Середня осадка (по КВЛ)    | 5 м                                                              | 5 м                                                              |
| Водотоннажність надводна   | 965 т                                                            | 965 т                                                            |
| Озброєння                  |                                                                  |                                                                  |
| Артилерія                  | одна палубна гармата калібру 88-мм та одна 20-мм зенітна гармата | одна палубна гармата калібру 88-мм та одна 20-мм зенітна гармата |
| Торпедно- мінне озброєння  | 4 носових та 1 кормовий ТА. 14 торпед або 15 мін                 | 4 носових та 1 кормовий ТА. 14 торпед або 15 мін                 |

U-216 — німецький підводний човен типу VIID, часів  Другої світової війни.
Замовлення на будівництво човна було віддане 16 лютого 1940 року. Човен був закладений на верфі «F. Krupp Germaniawerft AG» у місті Кіль 1 січня 1941 року під заводським номером 648, спущений на воду 23 жовтня 1941 року, 15 грудня 1941 року увійшов до складу 5-ї флотилії. За час служби також перебував у складі 9-ї флотилії. Єдиним командиром човна був оберлейтенант-цур-зее Карл-Отто Шульц.
За час служби човен зробив 1 бойовий похід, у якому потопив 1 судно.
Потоплений 20 жовтня 1942 року у Північній Атлантиці південно-західніше Ірландії (48°21′ пн. ш. 19°25′ зх. д. / 48.350° пн. ш. 19.417° зх. д.) глибинними бомбами британського «Ліберейтора». Всі 45 членів екіпажу загинули.

## Потоплені та пошкоджені кораблі[3]
| Назва  | Тип               | Належність      | Дата            | Тоннаж (БРТ) | Вантаж | Статус    | Місце                                                       |
| Boston | пасажирське судно | Велика Британія | 25 вересня 1942 | 4 989        | Баласт | потоплено | 54°23′ пн. ш. 27°54′ зх. д. / 54.383° пн. ш. 27.900° зх. д. |